# Chimalhuacán
Chimalhuacán est l'une des 125 communes de l'État mexicain de Mexico. Elle fait partie de la Zone métropolitaine de la vallée de Mexico (ZMVM).

## Toponymie
Le nom Chimalhuacán signifie en nahuatl « lieu des boucliers ». Il est composé du substantif « chimalli » (bouclier), de la particule possessive « hua » et du suffixe locatif « can ».

## Géographie
Chimalhuacán se trouve sur le plateau de Mexico, situé à 2 250 m d'altitude, et fait partie de la grande banlieue de la ville de Mexico.

## Histoire

### Préhistoire
Le plateau de Mexico est riche en sites préhistoriques. Vers la fin du Pléistocène supérieur, des groupes de chasseurs-cueilleurs vivaient près d'un grand lac peu profond, le lac Texcoco, autour duquel ils trouvaient leur subsistance végétale et animale. C'est en 1984 que fut mis au jour sur le territoire de la commune le squelette de l'Homme de Chimalhuacán, l'un des fossiles humains les plus complets du Mexique pour cette période.

### Mexique précolombien
Chimalhuacán possède un site archéologique précolombien, couvrant la fin de la période préclassique et les périodes classique et postclassique, le site archéologique de Chimalhuacán (es).

## Population
La municipalité compte environ 700 000 habitants.